# Hungria nos Jogos Olímpicos de Inverno de 1980
A Hungria mandou 2 competidores que disputaram uma modalidade nos Jogos Olímpicos de Inverno de 1980, em Lake Placid, nos Estados Unidos. A delegação conquistou 1 medalha no total, sendo uma de prata.